# Altair (futebolista, 1938)
Altair Gomes de Figueiredo (Niterói, 22 de janeiro de 1938 — São Gonçalo, 9 de agosto de 2019) foi um futebolista brasileiro que atuou como lateral-esquerdo e zagueiro, além de treinador.

## Fluminense
Revelado nas categorias de base do Manufatora de Niterói, chegou ao Fluminense Football Club para atuar como quarto-zagueiro, mas como só havia vaga na lateral-esquerda, aceitou trocar de posição.
Lateral de boa técnica e jogador leal, Altair era um ótimo marcador que dificilmente perdia uma dividida, apesar de seu corpo magro em relação a sua altura, pois tinha 1,73 m e pesava 59 kg, tendo sido considerado por muitos o melhor marcador de Garrincha.
Atuou pelo clube em 551 partidas de (1955 a 1971) e feito dois gols, tendo sido campeão do Torneio Rio-São Paulo de 1957 e de 1960, campeão carioca em 1959, 1964 e 1969 e da Taça Guanabara em 1966 e 1969, quando estas eram competições independentes do Campeonato Carioca, não tendo jogado na de 1969, mas fazendo ainda parte do elenco tricolor nessa época.

## Seleção Brasileira
Pela Seleção Brasileira foi campeão da Copa do Mundo de 1962 - sendo reserva de Nílton Santos e da Taça Bernardo O'Higgins em 1959, 1961 e 1962, tendo disputado também a Copa do Mundo de 1966 como titular. Jogou vinte e duas partidas pela Seleção Brasileira, com 16 vitórias, 2 empates e quatro derrotas.

## Treinador
Ao terminar a sua carreira jogando unicamente pelo seu clube do coração, Altair retornou à Niterói, sua terra natal, onde foi empresário lotérico e prestou serviços à prefeitura desta cidade em projetos educacionais ligados ao futebol. Nos anos 1990, voltou ao Tricolor onde participou de várias comissões técnicas do elenco profissional, chegando a dirigir o time de maneira interina algumas vezes como também a equipe B na Copa Rio e na conquista do título estadual de 1995 do famoso gol de barriga, quando Altair era o auxiliar-técnico.

## Doença e morte
Com esposa e filha já mortas, Altair foi diagnosticado com Doença de Alzheimer, que afeta principalmente a memória. Durante uma homenagem em Brasília em 2013, perdeu-se da comitiva, sendo encontrado após mais de dez horas.
Morreu em 9 de agosto de 2019 no Hospital de Clínicas de São Gonçalo, na cidade com o mesmo nome, com o enterro sendo realizado nesse mesmo dia, no Cemitério de Maruí, em Niterói. O Fluminense decretou por isso luto oficial de três dias, tendo solicitado a CBF que se respeite um minuto de silêncio em todas as partidas da rodada seguinte do Campeonato Brasileiro de 2019, com a CBF tendo concordado com a petição.

## Títulos
Seleção Brasileira
- Copa do Mundo: 1962
- Taça Bernardo O'Higgins: 1959, 1961 e 1962

Fluminense
- Torneio Rio-São Paulo: 1957, 1960
- Campeonato Carioca: 1959, 1964 e 1969
- Taça Guanabara: 1966 e 1969